# Sara Hurtado
Sara Hurtado Martín (Madrid, 3 de noviembre de 1992) es una bailarina sobre hielo española que patina actualmente con Kiril Jaliavin.
Su primera pareja de danza fue Adrià Díaz, con quien ganó cuatro medallas internacionales sénior. Hurtado y Díaz fueron el primer equipo de baile sobre hielo en la historia en representar a España en una competición de la Unión Internacional de Patinaje sobre Hielo y el primero en clasificarse para los Juegos Olímpicos de Invierno.
Sara y Kiril Jaliavin han conseguido ser la primera pareja española de danza sobre hielo en conseguir una medalla en una prueba de Grand Prix (Rostelecom Cup 2018).
Hurtado ha sido siete veces campeona de España: cinco de ellas con Díaz y las otras dos restantes con Jaliavin.

## Carrera deportiva

### Primeros años
Comenzó a patinar con 8 años cuando su madre la apuntó a la recién abierta escuela de patinaje de Majadahonda. Comenzó patinando en categoría individual, pero tras la propuesta del que sería posteriormente su compañero de danza, Adrià Díaz, consideró el cambio de categoría. 
Tras la insistencia de los patinadores, la Federación Española de Deportes de Hielo accedió a contratar y traer al país a un entrenador de danza, ante la imposibilidad de contratar a alguien en España, ya que esta era una modalidad que no se practicaba en el país. De esta manera ambos comenzaron a patinar juntos en 2008 bajo la tutela del británico John Dunn en Madrid.

### Temporada 2008/2009: Inicios en la danza y debut internacional
Comenzó a competir con Adrià Díaz a nivel internacional en esta temporada, siendo el Campeonato del Mundo Junior de 2009 en Sofía la prueba más importante del año. Finalizaron en el puesto 32, lo que no les permitió patinar la danza original al no poder clasificarse.

### Temporada 2009/2010
Participaron en dos pruebas del Grand Prix Junior: la prueba del Bósforo y la de Lake Placid, quedando en sexta y décima posición respectivamente.
En el Campeonato del Mundo Junior de 2010 en La Haya consiguieron clasificarse para la final y alcanzar la decimosexta posición.

### Temporada 2010/2011
Esta fue una temporada de transición entre las categorías junior y senior para la pareja, ya que tomaron parte en eventos de las dos categorías. Participaron en el circuito junior en el Pokal der Blauen Schwerter 2010 en Dresde, en el John Curry Memorial 2010 en Sheffield, en el Trofeo NRW de danza sobre hielo 2010 en Dortmund y en el Campeonato del mundo junior 2011.
En el circuito sénior participaron en el Golden Spin 2010, en el Bavarian Open 2011, donde lograron el tercer puesto, en la Universiada de invierno de 2011, en el Campeonato de Europa de patinaje artístico 2011 y en el Campeonato del mundo 2011.

## Programas

### Con Khaliavin
| Temporada | Danza corta                                                                                  | Danza libre                                                                                               |
| --------- | -------------------------------------------------------------------------------------------- | --- |
| 2019–2020 | - Hello, Dolly! de Barbra Streisand - Hello, Dolly! de Frank Sinatra                         | - Orobroy de David Dorantes - Puerta del Sol de Ara Malikian y Manolo Carrasco choreo. by Antonio Najarro |
| 2018–2019 | - I've Seen That Face Before de Kovacs - Libertango (Latino Gold Version) de Astor Piazzolla | - The Great Gig in the Sky de Pink Floyd - Sign of the Times de Harry Styles choreo. by Iker Karrera      |
| 2017–2018 | - Oye cómo va de Carlos Santana - María de Carlos Santana                                    | - Flamenco Don Quijote de Ludwig Minkus choreo. by Antonio Najarro                                        |
| 2016–2017 | - Sweet Dreams de Térez Montcalm - Douce Lumière de Térez Montcalm                           | - Two Men in Love de The Irrepressibles                                                                   |

### Con Díaz
| Temporada | Danza corta | Danza libre | Exhibición |
| --------- | --- | --- | --- |

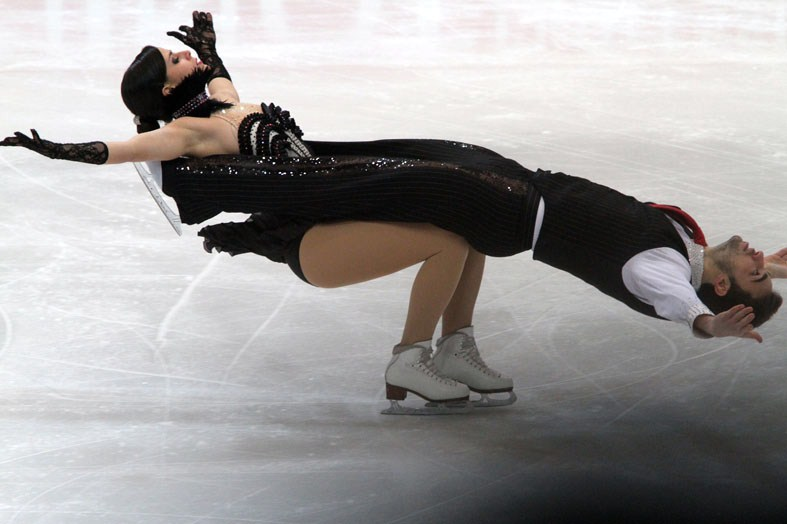
Hurtado y Díaz durante el Campeonato Europeo de Patinaje Artístico sobre Hielo de 2011

| 2015–16   | - I Put a Spell on You realizado por Nina Simone - I Put a Spell on You (Profetesa Smooth Dubstep Remix) - Anything to Say You're Mine de Sonny Thompson realizado por Etta James - Spoonful de Willie Dixon realizado por Etta James | - Vesper de New Tango Orquesta - Nostalgia de Pasión Vega                                                            | |
| 2014–15   | - Paso doble: Tercio de Quites de Rafael Talens - Flamenco: Almoraima de Paco de Lucía - Flamenco: Alfileres de colores de Miguel Poveda choreo. by Antonio Najarro                                                                   | - Meditation (del "Zumanity" - Cirque du Soleil) - Atonement de Dario Marianelli - Original composition de Karl Hugo | - Paso doble: Tercio de Quites de Rafael Talens - Flamenco: Almoraima de Paco de Lucía - Flamenco: Alfileres de colores de Miguel Poveda choreo. by Antonio Najarro - Surviving Picasso de Richard Robbins - Le di a la caza alcance de Estrella Morente |
| 2013–14   | - Quickstep: Steppin' Out With My Baby (de "Insongniac") de Tim Draxl - Foxtrot: Boardwalk Empire - Charleston | - Surviving Picasso de Richard Robbins - Le di a la caza alcance de Estrella Morente                                 | |
| 2012–13   | - Waltz: Jane's Waltz - Polka: Modern Times | - Little Wing de Stevie Ray Vaughan - Pride and Joy de Stevie Ray Vaughan                                            | |
| 2011–12   | - Más que nada de Sergio Mendes - Magalenha de Sergio Mendes | - Tristan & Iseult de Maxime Rodriguez                                                                               | |
| 2010–11   | - Algo pequeñito de Daniel Diges - Ein Wiener Walzer de Karl Jenkins | - Be Italian (de Nine) realizado por Fergie                                                                          | |
|           | Danza original | | |
| 2009–10   | - Granada by Paco de Lucía | - Slumdog Millionaire de A. R. Rahman                                                                                | |
| 2008–09   | - In the Mood de Glenn Miller - Summertime | - 300 de Tyler Bates                                                                                                 | |